# Øl-bong
 Der er for få eller ingen kildehenvisninger i denne artikel, hvilket er et problem. Du kan hjælpe ved at angive troværdige kilder til de påstande, som fremføres i artiklen.

En øl-bong er den folkelige betegnelse for en anordning beregnet ved indtagelsen af øl under festlige og studentikose former.

## Brug
En øl-bong betjenes ved at påfylde anordningen med øl i et kvantum af 0,33 - 3,0 liter gennem tragten, idet slangens nedre ende knibes sammen. Den nedre ende sættes til munden, idet tragten hæves. Trykket af øllet gør at den pludselige åbning af slangens nedre ende fører til at øllet indtages særdeles hurtigt.

## Navngivning
Nogle brugere navngiver deres øl-bong, eksempelvis har rapbandet Humleridderne en sang om en øl-bong kaldet 'Bella'.